# Olios minax
Olios minax là một loài nhện trong họ Sparassidae.
Loài này thuộc chi Olios. Olios minax được Octavius Pickard-Cambridge miêu tả năm 1896.